# Brooklyn Moors
Pour les articles homonymes, voir Moors.
Brooklyn Moors est une gymnaste artistique canadienne, née le 23 février 2001 à Cambridge (Ontario).

## Biographie
Brooklyn Moors est la sœur cadette de Victoria Moors (en), elle aussi gymnaste de haut niveau.
En 2017, pour sa première année en senior, elle participe aux Championnats du monde à Montréal, où elle est finaliste au concours général individuel (15e) et au sol (5e). Cette année-là, elle est récompensée par le Longines Prize for Elegance (en).
L'année suivante, lors des Championnats du monde à Doha, elle se classe 4e au concours par équipes, meilleur résultat de l'histoire du Canada, puis 8e au sol et 24e au concours général individuel.

## Palmarès

### Championnats du monde
- Montréal 2017
  - 5e au sol
  - 15e au concours général individuel

- Doha 2018
  - 4e au concours par équipes
  - 8e au sol
  - 24e au concours général individuel

### Coupe du monde
- Szombathely 2017
  -  médaille d'or au sol
  -  médaille de bronze au saut de cheval

- American Cup 2018
  - 7e au concours général individuel

### Championnats panaméricains
- Lima 2017
  -  médaille d'or au sol
  -  médaille d'argent au saut de cheval
  -  médaille de bronze aux barres asymétriques
  - 7e à la poutre